# M. Russell Ballard
Melvin Russell Ballard Jr. (Salt Lake City 8 de outubro de 1928 – Salt Lake City, 12 de novembro de 2023) foi um empresário e líder religioso norte-americano.
Foi presidente interino do Quórum dos Doze Apóstolos de A Igreja de Jesus Cristo dos Santos dos Últimos Dias. Ele foi membro do Quórum dos Doze Apóstolos da Igreja desde 1985. Como membro do Quórum dos Doze, Ballard é aceito pelos membros da igreja como profeta, vidente e revelador. Ele era o terceiro apóstolo mais antigo da igreja.

## Serviço na Igreja SUD

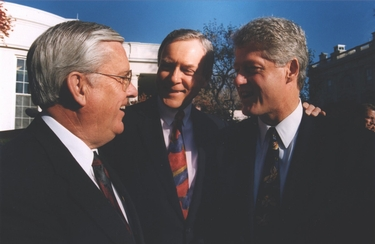
Ballard com o presidente Bill Clinton e o senador norte-americano Orrin Hatch em 1993

Ballard nasceu em Salt Lake City, Utah, filho de Melvin Russell Ballard e de sua esposa Geraldine Smith. Quando jovem, Ballard serviu como missionário na Inglaterra de 1948 a 1950. Ele conheceu sua esposa enquanto estudavam na Universidade de Utah. Em 1974, Ballard foi chamado como presidente da Missão Canada Toronto da Igreja. Enquanto servia como presidente de missão, ele foi chamado para o Primeiro Quórum dos Setenta em 1976; ele completou seu mandato de três anos como presidente de missão como membro dos Setenta.
Após a morte do apóstolo Bruce R. McConkie, Ballard foi apoiado no Quórum dos Doze Apóstolos em 6 de outubro de 1985 e ordenado apóstolo em 10 de outubro de 1985.
Ballard foi neto dos apóstolos Melvin J. Ballard e Hyrum M. Smith. Através de Smith, Ballard foi descendente de Hyrum Smith, irmão do fundador da igreja Joseph Smith .
Após a morte do presidente da Igreja, Thomas S. Monson, em janeiro de 2018, a Primeira Presidência da Igreja foi reorganizada, com Russell M. Nelson como presidente. Nelson escolheu Dallin H. Oaks, o próximo apóstolo sênior e novo presidente do quórum, como Primeiro Conselheiro na Primeira Presidência. Como resultado, Ballard tornou-se o presidente interino do quórum, como o próximo apóstolo sênior que não estava na Primeira Presidência.

## Atividades de negócio
Profissionalmente, Ballard esteve envolvido em várias empresas, incluindo empresas automotivas, imobiliárias e de investimentos. Ele foi o maior vendedor da revendedora de carros Nash de seu pai, quando o deixou no início dos anos 50, para buscar outros interesses comerciais. Em 1956, Ballard retornou e assumiu a Ballard Motor Company de seu pai. Durante este período ele também serviu na Reserva do Exército dos Estados Unidos, renunciando a sua comissão como primeiro tenente em 1957.
Durante o final dos anos 1950, Ballard foi recrutado pela Ford Motor Company para se tornar o primeiro revendedor de automóveis da Edsel em Salt Lake City. Depois de orar por orientação, ele teve a "impressão clara" de não assinar a franquia. Ele fez de qualquer maneira e sofreu uma enorme perda", sem dúvida, o período mais sombrio" de sua carreira de negócios.
Um dos destaques de sua carreira de negócios foi sua presidência do Valley Music Hall, em Bountiful, Utah, que oferecia entretenimento para a família. Lá, Ballard trabalhou com Art Linkletter, Danny Thomas, Bob Cummings e outras celebridades de Hollywood que eram consultores da empresa. Embora o salão de música tenha fracassado financeiramente, os investidores recuperaram seu dinheiro quando a Igreja SUD comprou o prédio.

## Família

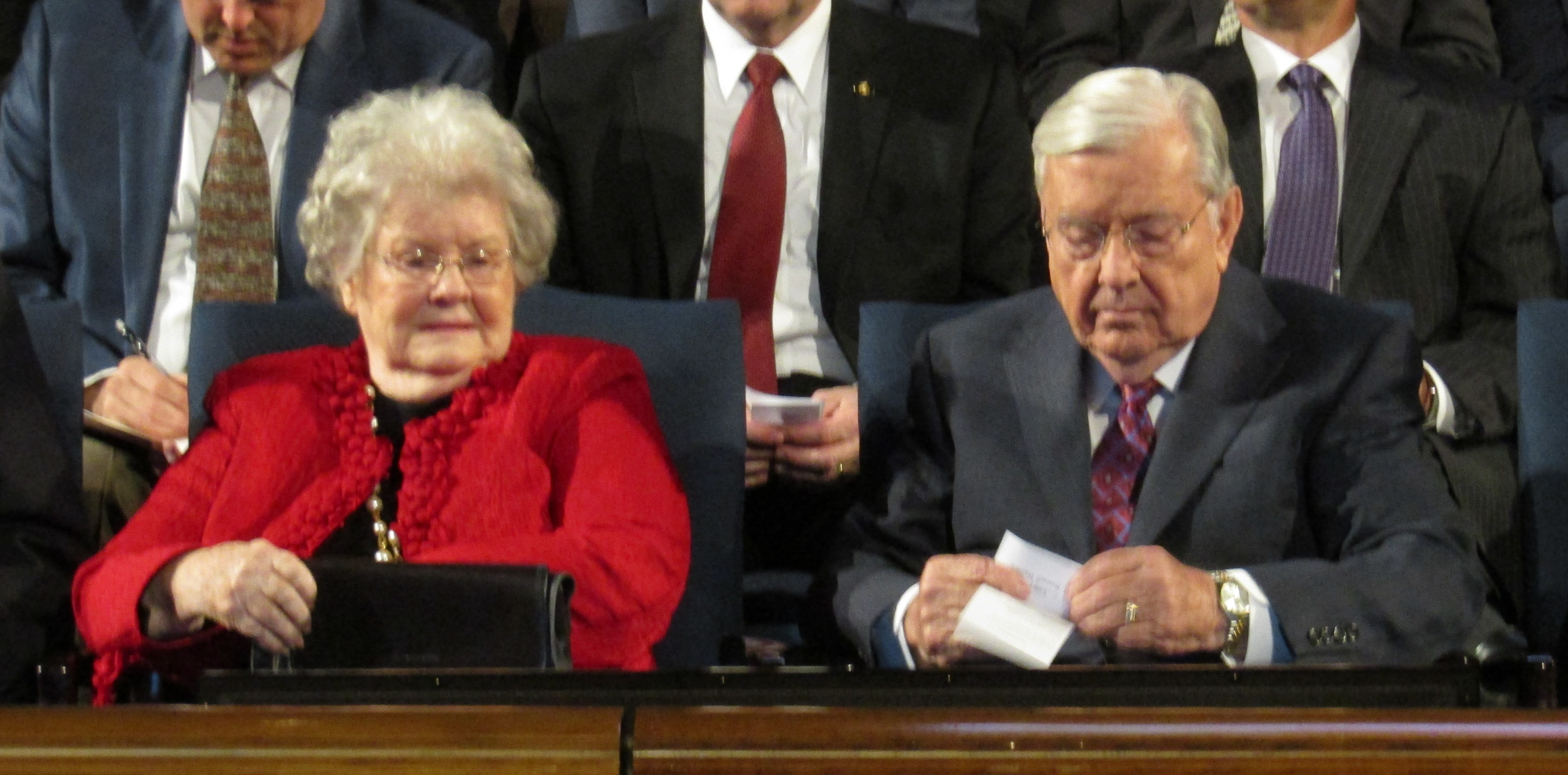
Ballard com sua esposa, Barbara, em 2017

Em 8 de agosto de 1951, Ballard se casou com Barbara Bowen no Templo de Salt Lake; eles são pais de sete filhos. Uma de suas filhas, Brynn, foi casada com Peter R. Huntsman, filho do falecido bilionário industrial Jon Huntsman Sr. e irmão de Jon Huntsman Jr., embaixador dos Estados Unidos e ex-governador de Utah. Sua esposa morreu em 1 de outubro de 2018.

## Morte
Ballard morreu no dia 12 de outubro de 2023, aos 95 anos.

## Trabalhos
Livros
- Ballard, M. Russell (2009), Daughters of God, ISBN 978-1-60641-043-1, Salt Lake City: Deseret Book, OCLC 268547494
- —— (2002), As Women of God, ISBN 978-1-57008-832-2, Salt Lake City: Deseret Book, OCLC 51605089
- —— (2001), Staying the Course: Ten Keys to Gospel Commitment, ISBN 978-1-57345-813-9, Salt Lake City: Deseret Book, OCLC 232700082
- —— (2001), When Thou Art Converted: Continuing the Search for Happiness, ISBN 978-1-57345-813-9, Salt Lake City: Deseret Book, OCLC 47831370
- —— (1998), The law of sacrifice and What came from Kirtland, ISBN 978-1-57345-403-2, Classic talk series, Salt Lake City: Deseret Book, OCLC 40736766
- —— (1997), Counseling with Our Councils: Learning to Minister Together in the Church and in the Family, ISBN 978-1-57345-209-0, Salt Lake City: Deseret Book, OCLC 37606320
- —— (1993), Our Search for Happiness: An Invitation to Understand the Church of Jesus Christ of Latter-day Saints, ISBN 978-0-87579-804-2, Salt Lake City: Deseret Book, OCLC 28889507
- —— (1993), Suicide: Some Things We Know, and Some We Do Not, ISBN 978-0-87579-766-3, Salt Lake City: Deseret Book, OCLC 29378984

- Lubeck, Kathleen (março de 1986), «Elder M. Russell Ballard: True to the Faith», Ensign: 6
- "Élder Melvin Russell Ballard Jr., Do Primeiro Quórum dos Setenta", A Liahona, maio de 1976